# Nassir Abdulaziz al-Nasser

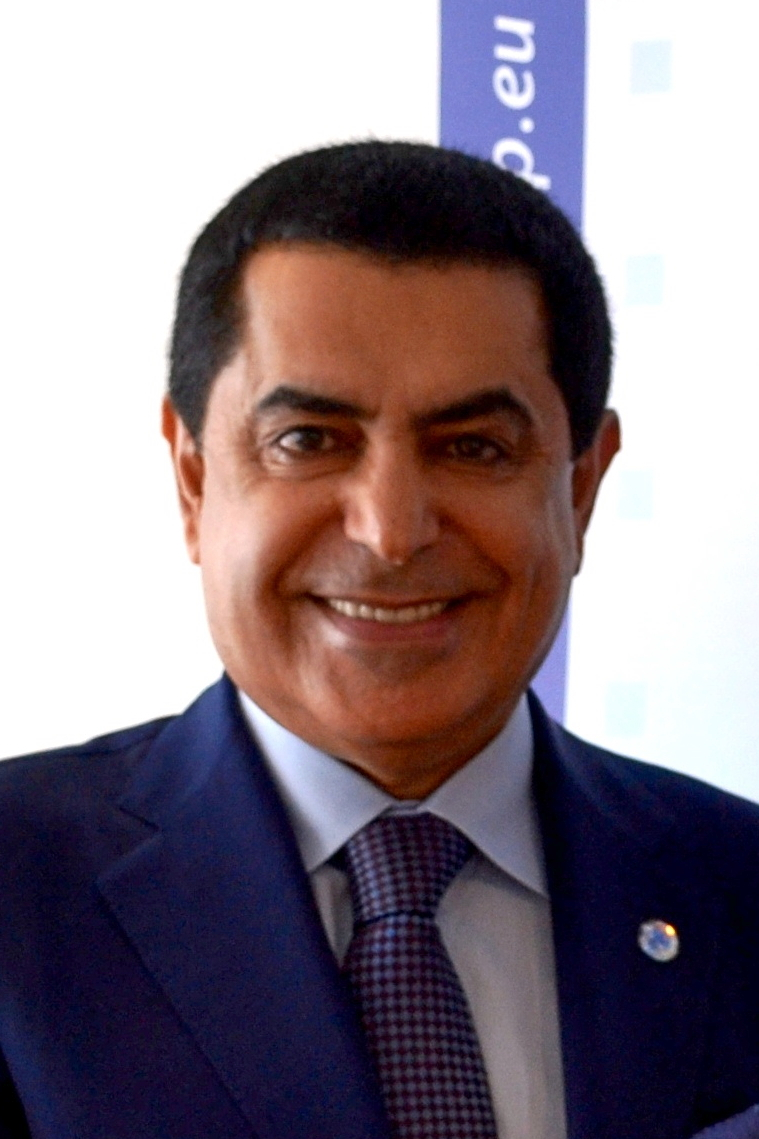
Nassir Abdulaziz al-Nasser (2012)

Nassir Abdulaziz al-Nasser (arabisch ناصر بن عبد العزيز النصر, DMG Nāṣir b. ʿAbd al-ʿAzīz an-Naṣr; * 15. September 1952) ist ein katarischer Diplomat. Seit 1998 vertritt er sein Land als Botschafter bei den Vereinten Nationen. Ab September 2011 fungierte er für die Amtsdauer von einem Jahr als 66. Präsident der Generalversammlung der Vereinten Nationen.